# Muzeul Spiritualității Românești
Muzeul Spiritualității Române din Sfântu Gheorghe reprezintă o colecție de obiecte și documente ce atestă continuitatea neamului și a spiritualității românești pe teritoriul țării noastre. Aici, sunt prezente vestigii creștine din secolele al III-lea și al VI-lea, dar și icoane din lemn și sticlă din secolele al XVIII-lea și al XIX-lea.
Acest muzeu se află la demisolul Catedralei Ortodoxe din Sfântu Gheorghe și a fost inaugurat la 4 decembrie 1993, datorită inițiativei Ligii Cultural – Creștine „Andrei Șaguna” și a Parohiei Ortodoxe din Sfântu Gheorghe.
Obiectele au fost adunate din biserici vechi, distruse sau desființate din cauza lipsei de credincioși din zonele respective. De asemenea, aici, sunt prezente și primele cărți tipărite în limba română (din secolele al XVII-lea și al XVIII-lea). Aceste scrieri au fost de specialitate creștină, educația și tipărirea cărților românești pornind în biserici.
Una din aceste scrieri este „Cazania lui Varlaam” . În anul 1643, Mitropolitul Varlaam tipărește la Iași această carte ce are ca titlu integral „Carte românească de învățătură“. În ea, se regăsește o culegere de predici adunate din diverse izvoare din care e posibil să fie inspirate și Cazania lui Coresi (1581) și a celei de la Govora (1642). Această carte are o legătură formată din piele și lemn, prezentând închizători metalice.
Pe prima copertă, are atașat un medalion cu inscripții religioase, titlul fiind încadrat într-o gravură ce îl reprezintă pe Iisus Hristos și cei mai importanți sfinți. Majoritatea gravurilor cărții sunt semnate de Iliia, cartea fiind decorată foarte bogat în două culori: roșu și negru. (sursa bjbc.ro)
„Îndreptarea legii” (Târgoviște, 1652), care mai este numită și Pravila lui Matei Basarab sau Îndreptarea Legii cu Dumnezeu etc. a fost tipărită pe vremea domniei lui Matei Basarab și este, de asemenea, expusă în Muzeul Spiritualității. Cartea avea mai ales un caracter legal, fiind o traducere a unor legi grecești din Manualul lui Malaxos; avea în plus texte preluate din Pravila lui Vasile Lupu. În ciuda caracterului legislativ, a fost considerată un îndreptar de credință, deoarece prezintă un puternic caracter dogmatic. Pe lângă asta, aici au fost abordate problema drepturilor și obligațiilor clerului și ale călugărilor, fiind tratate responsabilitățile lor față de viața de familie, bisericească și față de taina căsătoriei.
O altă carte prezentă în muzeu este „Chiriacodromion” (Alba Iulia, 1699). Numele îi vine din grecește, „kiriakos” care înseamnă duminical și se poate traduce prin „colecție de Cazanii”. Cuprinde 81 de predici care se desfășoară pe tot timpul anului, de aceea mai poate fi numită și „Evanghelia învățătoare”.
De asemenea, aici. se poate regăsi un „Liturghier” tipărit în anul 1713 de Antim Ivireanul. Autorul acestui document este un personaj de seamă al istoriei culturii medievale românești. A fost apropiat al domnitorului Constantin Brâncoveanu și a marcat istoria țării noastre, fiind om înzestrat, excelând în diverse domenii, fiind tipograf, caligraf, traducător, scriitor, sculptor, desenator, lucrător în broderie, predicator și pastor.
Nu în ultimul rând, a fost un important apărător al Ortodoxiei, de aceea, datorită activităților din timpul vieții sale, Sfântul Sinod al Bisericii Ortodoxe Române a hotărât, în anul 1992, să îl numească Sfânt, 27 septembrie fiind ziua sa de cinste în calendarul creștin ortodox.
Pe lângă cele prezentate, mai există un număr mare de tipărituri religioase ce provin din diverse orașe ale țării (București, Buzău, Râmnicu Vâlcea, Iași, Roman, Blaj etc.) și numeroase alte obiecte bisericești, cum ar fi veșminte preoțești.
De numele acestui muzeu se leagă Centrul Eclesiastic de Documentare „Mitropolit Nicolae Colan” ce a reușit să restaureze și să salveze arhivele unor oameni importanți din zonă, dar și a fondului „Protopopiatului Ortodox Trei Scaune”.
Muzeul Spiritualității Românești împreună cu acest Centru are ca obiectiv realizarea activități de cercetare, restaurare și păstrare a unor documente și obiecte ce atestă prezenta și continuitatea românilor pe meleagurile intracarpatice. În acest fel, muzeografii ce se ocupă de acest muzeu istoric (Dorina Cucu, Violeta Pătrunjel, Ioana Lacatisu și preoții parohi de la Catedrală: Ioan Cucu, Corneliu Bujoreanu, Cristian Groza și Sebastian Pârvu) încearcă să recreeze istoria meleagurilor amintite și să aducă mărturii ale prezenței poporului pe teritoriul țării noastre.